# Fischbach (Rißbach)
Der Fischbach ist ein ganzjähriges Fließgewässer im Karwendel auf dem Gebiet der Soierngruppe.

## Geographie

### Verlauf
Er entspringt gut einen Kilometer nordwestlich der Soiernseen am Ostalfall des südlichen Schöttelkopfs und fließt in weitgehend nordöstlicher Richtung in einem Tal, das links von den Ausläufern der Soierngruppe mit Hohem Grasberg und Pfetterkopf und rechts von Baierkarspitze und Galgenstangenjoch begrenzt wird. Er mündet nach einem Lauf von etwa zehn Kilometern von links etwa zweieinhalb Kilometer südlich von Vorderriß am Beginn von dessen Versickerungsstrecke am Unterlauf in den Rißbach.

### Zuflüsse
| Name           | GKZ      | Lage   | Länge in km | EZG in km² | Bemerkungen |
| -------------- | -------- | ------ | ----------- | ---------- | ----------- |
| Markgraben     | 16148-1? | links0 |             |            |             |
| Niederbach     | 16148-2  | links0 | 001,990     | 002,660    | [ 1 ]       |
| Seekargraben   | 16148-4  | rechts | 001,720     | 001,420    | [ 1 ]       |
| Kruftgraben    | 16148-5? | rechts |             |            |             |
| Paradiesgraben | 16148-5? | rechts |             |            |             |
| Brünstgraben   | 16148-6  | links0 | 001,330     | 001,200    | [ 1 ]       |
| Fleischgraben  | 16148-9? | rechts |             |            |             |
| Chaglgraben    | 16148-9? | links0 |             |            |             |
| Reißgraben     | 16148-9? | rechts |             |            |             |

Anmerkungen zur Tabelle
1. ↑  Gewässerkennzahl, in Deutschland die amtliche Fließgewässerkennziffer mit zur besseren Lesbarkeit eingefügtem Trenner hinter dem Präfix, das einheitlich für den allen gemeinsamen Vorfluter Fischbach steht.

## Nutzung
Das Wasser des Fischbachs wird ungefähr 400 m vor dessen Mündung in den Rißbach durch eine kleine Wehranlage aufgestaut und nahezu vollständig in den Rißbachstollen geleitet. Dieses Wasser wird zunächst dem Wasserkraftwerk Niedernach im gleichnamigen Ortsteil der Gemeinde Jachenau am Walchensee sowie im weiteren Verlauf dem Walchenseekraftwerk zugeführt. Diese Umleitung wurde zusammen mit der des Rißbaches 1951 gebaut, um die verfügbare Wassermenge für das Walchenseekraftwerk zu erhöhen.

## Alpinismus
Oberhalb des Fischbachtals verläuft der Soiernweg.